# Jan Möller
Jan Möller (Malmö, 17 settembre 1953) è un ex calciatore svedese, di ruolo portiere.

## Carriera

### Club
La carriera di Möller si svolse principalmente nel Malmö FF, squadra della sua città nativa, in cui militò a partire dal 1971 arrivando a disputare, nel 1979 (anno in cui vinse il premio di calciatore svedese dell'anno), la finale di Coppa dei Campioni e di Coppa Intercontinentale.
Giocò nel Malmö fino al 1988 (salvo una parentesi di quattro anni con il Bristol City e il Toronto Blizzard tra il 1980 e il 1984) per poi concludere la carriera giocando per due anni nell'Helsingborg ed uno nel Trelleborg.

### Nazionale
Conta diciassette presenze in nazionale tra il 1978 e il 1988, figurando come secondo portiere della rosa dei convocati ai Mondiali del 1978.

## Statistiche

### Presenze e reti nei club
| Stagione | Squadra          | Campionato | Campionato | Campionato |
| Stagione | Squadra          | Comp       | Pres       | Reti       |
| -------- | ---------------- | ---------- | ---------- | ---------- |
| 1971     | Malmö FF         | A          | 0          | 0          |
| 1972     | Malmö FF         | A          | 1          | -?         |
| 1973     | Malmö FF         | A          | 15         | -?         |
| 1974     | Malmö FF         | A          | 26         | -?         |
| 1975     | Malmö FF         | A          | 26         | -?         |
| 1976     | Malmö FF         | A          | 26         | -?         |
| 1977     | Malmö FF         | A          | 24         | -?         |
| 1978     | Malmö FF         | A          | 26         | -?         |
| 1979     | Malmö FF         | A          | 26         | -?         |
| 1980     | Malmö FF         | A          | 25         | -?         |
| 1980-81  | Bristol City     | SD         | 17         | -?         |
| 1981-82  | Bristol City     | TD         | 31         | -?         |
| 1982     | Toronto Blizzard | NASL       | 30         | -?         |
| 1983     | Toronto Blizzard | NASL       | 25         | -?         |
| 1984     | Malmö FF         | A          | 16         | -?         |
| 1985     | Malmö FF         | A          | 22         | -?         |
| 1986     | Malmö FF         | A          | 21         | -?         |
| 1987     | Malmö FF         | A          | 21         | -?         |
| 1988     | Malmö FF         | A          | 22         | -?         |
| 1989     | Helsingborg      | A          | 26         | -?         |
| 1990     | Helsingborg      | A          | 25         | -?         |
| 1991     | Helsingborg      | A          | 0          | 0          |
| 1992     | Trelleborg       | A          | 17         | -?         |

## Palmarès

### Club
- Campionato svedese: 5

1974, 1975, 1977, 1986, 1988
- Coppa di Svezia: 7

1973, 1974, 1975, 1978, 1980, 1984, 1986

### Individuale
- Guldbollen: 1

1979